# 烏利亞尼夫卡 (姆利尼夫區)
50°33′22″N 25°44′29″E / 50.55611°N 25.74139°E
烏利亞尼夫卡（烏克蘭語：Улянівка），是烏克蘭西北部的村莊，隸屬里夫內州的杜布諾區。該村面積4.81平方公里，海拔高度224米，2001年人口68，人口密度每平方公里14.1人。